# Starzyna (rejon stołpecki)
Starzyna (biał. Старына, Staryna; ros. Старина, Starina) – wieś na Białorusi, w obwodzie mińskim, w rejonie stołpeckim, w sielsowiecie Szaszki.
Współcześnie w skład miejscowości wchodzą także dawny folwark Borowikowszczyzna oraz zaścianek Żukowszczyzna.

## Historia
W XIX i w początkach XX w. położone były w Rosji, w guberni wileńskiej, w powiecie oszmiańskim.
W dwudziestoleciu międzywojennym Starzyna, Borowikowszczyzna i Żukowszczyzna leżały w Polsce, w województwie nowogródzkim, w powiecie stołpeckim, w gminie Derewno. Demografia w 1921 przedstawiała się następująco:
- Starzyna – 390 mieszkańców, zamieszkałych w 73 budynkach
- Borowikowszczyzna – 11 mieszkańców, zamieszkałych w 1 budynku
- Żukowszczyzna – 29 mieszkańców, zamieszkałych w 6 budynkach.

Wszystkie trzy miejscowości zamieszkiwali wyłącznie Polacy wyznania rzymskokatolickiego.
W czasie II wojny światowej 3 mieszkańców Starzyny i 2 Borowikowszczyzny dołączyło do Zgrupowania Stołpeckiego Armii Krajowej.
Po II wojnie światowej w granicach Związku Sowieckiego. Od 1991 w niepodległej Białorusi.